# Gornje Zuniče
Gornje Zuniče (cyr. Горње Зуниче) – wieś w Serbii, w okręgu zajeczarskim, w gminie Knjaževac. W 2011 roku liczyła 420 mieszkańców.